# 青山彩子
青山 彩子（あおやま あやこ、1969年12月18日-  ）は、日本の警察官僚。千葉県警察本部長。

## 来歴
東京都出身。東京大学法学部を卒業後、1992年 (平成4年)、警察庁に入庁 (田中俊恵についで女性として2人目、同期に滝澤依子)。
入庁後、北海道警察本部交通部交通規制課長、警察庁情報通信局情報管理課理事官、警視庁生活安全部生活安全総務課長、警察庁生活安全局生活安全企画課犯罪抑止対策室長、千葉県警察本部警務部長などを歴任。
2017年8月4日、山梨県警察本部長 (女性初)に就任。在任中、2012年の笹子トンネル天井板崩落事故の捜査指揮や、山岳警備安全対策隊の新設を行ったほか、女子学生限定の採用説明会の実施を行い、女性活躍の推進などにも取り組んだ。
その後、警察庁生活安全局地域課長、警察庁長官官房教養厚生課長、警視庁生活安全部長、警視庁警務部長、警察大学校国際警察センター所長兼警察庁長官官房審議官(国際担当)などを歴任。
2025年4月18日、千葉県警察本部長 (田中俊恵についで女性として2人目)に就任。

## 略歴
- 1992年4月- 警察庁入庁[1][2][4]
- 1997年- カリフォルニア大学バークリー校留学[16]
- 1998年- 警察大学校警察政策研究センター教授[16][17]
- 2002年3月- 北海道警察本部交通部交通規制課長[18]
- 2009年7月- 警察庁情報通信局情報管理課理事官[1]
- 2010年3月- 警視庁生活安全部生活安全総務課長 [19]
- 2011年10月- 警察庁警備局付(内閣官房内閣情報調査室調査官)[20]
- 2012年6月- 警察庁警備局付(内閣官房内閣参事官(内閣情報調査室))[21]
- 2013年8月- 警察庁生活安全局生活安全企画課犯罪抑止対策室長[1][22]
- 2015年3月- 千葉県警察本部警務部長 (任警視長)[22][23]
- 2016年4月- 警察庁刑事局犯罪鑑識官[12][22][23]
- 2017年8月- 山梨県警察本部長 (山梨県警察初の女性本部長)[12] [13][14]
- 2018年8月- 警察庁生活安全局地域課長[24][25][26]
- 2019年4月- 警察庁長官官房給与厚生課長[27][28] [注釈 1]
- 2021年
  - 4月- 警察庁長官官房教養厚生課長[30][31]
  - 8月- 警察庁長官官房付[32]
  - 9月- 警視庁生活安全部長[33][34]
- 2023年8月- 警視庁警務部長[35][36]
- 2024年1月- 警察大学校国際警察センター所長兼警察庁長官官房審議官(国際担当) [37][38]
- 2025年
  - 2月- 警察大学校特別捜査幹部研修所長[39][40][41]
  - 4月- 千葉県警察本部長 (千葉県警察2人目の女性本部長)[3][4][5][6]